# Lijst van beelden in Albrandswaard
Dit is een (onvolledige) lijst van beelden in Albrandswaard. Onder een beeld wordt hier verstaan elk driedimensionaal kunstwerk in de openbare ruimte van de Nederlandse gemeente Albrandswaard, waarbij beeld wordt gebruikt als verzamelbegrip voor sculpturen, standbeelden, installaties, gedenktekens en overige beeldhouwwerken.
| Geplaatst | Omschrijving       | Kunstenaar            | Straat                         | Plaats     | Materiaal | Afbeelding |
| --------- | ------------------ | --------------------- | ------------------------------ | ---------- | --------- | ---------- |
|           | Bertje             | Robbert Jan F. Donker | Julianastraat                  | Rhoon      |           |            |
| 2004      | Biggo van Duvelant | Maria Glandorf        | Dorpsdijk / Rijsdijk           | Rhoon      |           |            |
| 2003      | Gans               | Maïté Duval           | Kleidijk / H.de Koninglaan     | Rhoon      |           |            |
| 2006      | Samenspraak        | Caroline van Lange    | Overhoeken                     | Rhoon      |           |            |
| 1977      | Vrouw met stola    | Pieter d' Hont        | Zwaluwenlaan                   | Rhoon      |           |            |
| 1997      | Indië-monument     |                       | Kerkstraat                     | Poortugaal |           |            |
|           | onbekend           |                       | Kerkstraat / W.Alexanderstraat | Poortugaal |           |            |